# Zeiselmauer-Wolfpassing
Zeiselmauer-Wolfpassing – gmina w Austrii, w kraju związkowym Dolna Austria, w powiecie Tulln. Liczy 2 219 mieszkańców (1 stycznia 2014).